# Владимир Кличко — Жан-Марк Мормек
Владимир Кличко — Жан-Марк Мормек, также известен под названием Все пояса. Один чемпион (англ. Alle Gürtel. Ein Champion) — двенадцатираундовый боксёрский поединок в тяжёлой весовой категории за титулы чемпиона мира по версиям WBA Super, IBF, WBO, IBO и журнала The Ring, которые принадлежали Владимиру Кличко. Поединок состоялся 3 марта 2012 года на базе стадиона ESPRIT arena в Дюссельдорфе (земля Северный Рейн-Вестфалия, Германия). Бой собрал в среднем 12,26 миллионов зрителей в Германии на канале RTL и 9,28 миллионов зрителей на канале Интер. Количество зрителей, посмотревших поединок, оценивалось в 500 миллионов телезрителей.

## Комментарии
1. ↑  На самом деле на момент боя на счету Владимира Кличко быть на одну досрочную победу больше. Разночтения в рекорде Владимира Кличко возникли после его поединка с Бико Ботовамунгу 23 августа 1997 года, когда рефери остановил поединок дисквалифицировав Ботовамунгу, затем результат встречи был изменен на победу Кличко техническим нокаутом. Однако на сайте BoxRec, который является одним из самых авторитетных статистических сайтов на данную тему, в отличие от других источников, результат остался прежним[1].